# 蕭維禎
蕭維禎（？—1472年），初名兆，以字行，江西廬陵縣人，明朝都御史、进士出身。

## 生平
宣德五年（1430年），登進士，授刑部主事。正統初年，淘汰官員，刑部尚書魏源請奏留他，后升任郎中、又升大理寺丞，跟從明英宗北征，土木之變中逃亡。之後，擔任大理寺少卿，次年進大理寺卿。后加封太子少保，升任都察院右都御史。明英宗發動奪門之變后，調任南京刑部尚書，后調南京兵部尚書，參贊機務。成化元年（1465年），因病致仕。成化八年（1472年）三月去世，謚文昭。